# Танагра еквадорська
Тана́гра еквадорська (Poecilostreptus palmeri) — вид горобцеподібних птахів родини саякових (Thraupidae). Мешкає в Центральній і Південній Америці.

## Поширення і екологія

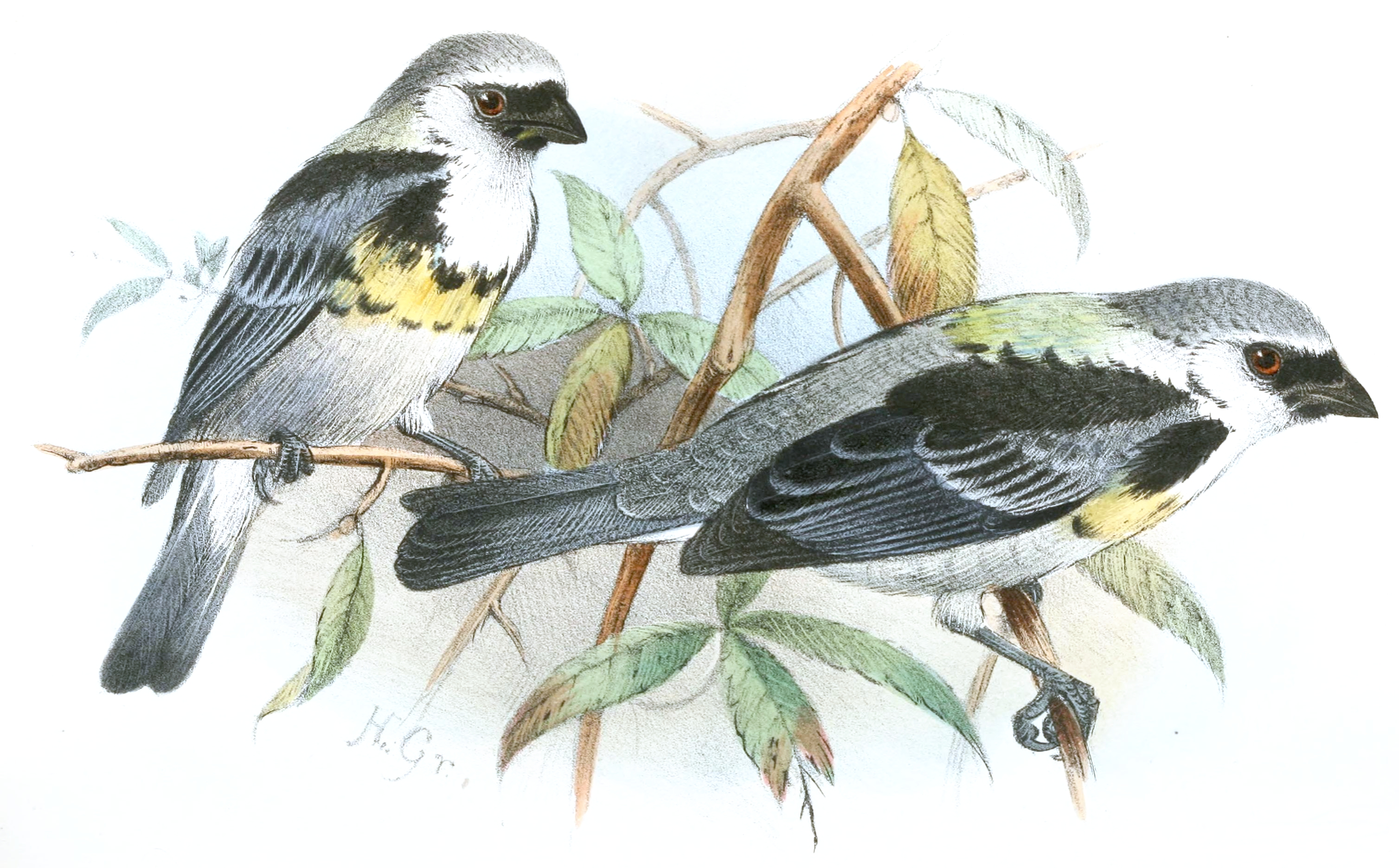
Еквадорські танагри

Еквадорські танагри мешкають в центральній і східній Панамі (Панама, Дар'єн), в передгір'ях на захід від Колумбійських Анд та на північному заході Еквадору (на південь до Пічинчи). Вони живуть в кронах вологих рівнинних тропічних лісів та на узліссях. Зустрічаються на висоті до 1100 м над рівнем моря. Живляться плодами і комахами.